# 20e régiment de chasseurs à cheval
Le 20e Régiment de Chasseurs à Cheval est une unité de cavalerie légère de l'armée française, créée en 1793, pendant la Révolution française.
" Le général Colbert a fait faire par le 20e Régiment de Chasseurs à Cheval une charge sur un régiment de uhlans dont 500 ont été pris",.
« Le 20e Régiment de Chasseurs enleva une batterie au pas de charge, ».
« Corps d'élite, courageux, mordant, animé du plus bel esprit de sacrifice et de discipline, ».

## Filiation et différentes appellations
- 1793 : 20e Régiment de Chasseurs à Cheval, formé avec la cavalerie de la Légion du Centre (ou de Luckner).
- 1814 : Licencié le 1er juillet 1814.
- 1816 : Régiment de Chasseurs du Var (no 20), formé à Blois, le 15 janvier 1816.
- 1825 : Reprend le nom de 20e Régiment de Chasseurs à Cheval.
- 1826 : Dissous, transformé en 8e Régiment de Dragons, le 1er janvier 1826.
- 1873 : 20e Régiment de Chasseurs à Cheval, formé à Rambouillet, le 5 novembre 1873 avec un escadron des 3e, 10e, Régiments de chasseurs et du 9e Régiment de Hussards.
- 1919 : Dissous.

## Colonels/chef-de-brigade
- 1792 : Colonel Claude-Sylvestre Colaud
- 1793 : Rolland
- 1793 : Murat-Sestrières
- 1793 : Bonneserre
- 1795 : colonel Jean Laurent Juslin de Lacoste-Duvivier (**)
- 1799 : Marigny
- 1806 : Colonel Marigni
- 1806 : Colonel Bertrand Pierre Castex
- 1809 : Colonel Jean-Baptiste Alexandre Cavrois
- 1809 : Colonel Colbert
- 1810 : lieutenant-colonel de Verigny
- 1812 : Colonel de La Grange
- 1813 : Curely
- 1813 : puis colonel Sourd
- 1907 : de Luppe
- 1914 : Clemencon †
- 1915 : de Lagger
- 1918 : de Corny

## Historique des combats et batailles du20erégimentde chasseurs à cheval
Campagnes  :
- Armées du Nord et des Ardennes 1793-1794.
- Armée de Sambre et Meuse 1794.
- Armée de Rhin et Moselle 1795-1797.
- Armées du Rhin et du Danube 1799-1800.
- Grande Armée 1805-1807 : Bataille d'Iéna, Bataille d'Eylau.
- Allemagne 1809 : Bataille de Wagram.
- Espagne et Portugal 1810-1812.
- Russie 1812.
- Allemagne 1813 : Bataille de Leipzig.
- France 1814.
- Espagne 1823.

### Guerres de la Révolution et de l'Empire
Le 20e régiment de chasseurs à cheval trouve son origine dans la Légion de Luckner. Celle-ci fut créée par le décret du 21 mai 1792, qui ordonnait au Maréchal de Luckner de lever une légion franche composée de 26 compagnies, dont 18 d’infanterie composant deux bataillons, et 8 de cavalerie formant deux escadrons. Peu après cette légion prit le nom de Légion du Centre. En juin 1793, la cavalerie de la légion fut formée en régiment de chasseurs à cheval, qui prit le numéro 13, comme étant le premier des corps de nouvelle formation, mais un autre régiment avait pris le même numéro ; une décision ministérielle trancha en faveur de celui-ci, et c’est le numéro 20 qui échut aux cavaliers de l’ex-Légion du Centre.
- An VI
  - Armée de Rhin-et-Moselle

Il se distingue pendant la Révolution et le Consulat à Hohenlinden et Neumarkt. Au début de l'Empire il est stationné en Hollande.
- En août 1806, il rejoint le corps du maréchal Augereau. Le colonel Marigni est tué durant la Bataille d'Iéna.

- 1807: Le 8 février, il charge avec fougue à la Bataille d'Eylau, puis participe aux combats de Königsberg (15 février 1807), Guttstadt et Heilsberg. Le brigadier Henri, faisant partie du peloton d'escorte de Murat ce jour-là, le cheval de Murat est abattu et c'est Henri qui lui donne le sien. Murat demandera la Croix pour ce cavalier.

- 1808: le régiment est cantonné en Prusse, brigade de cavalerie légère du 2e Corps d'Armée du Maréchal Oudinot. Le 4e escadron est versé dans un régiment provisoire destiné à combattre en Espagne.

- 1809 : Il participe aux opérations en Allemagne et en Autriche : Bataille d'Essling, Raab, Wagram, Amstetten et Znaïm. Le colonel Castex promu général est remplacé par le colonel Cavrois. Le régiment rentre en France et à l'honneur de servir d'escorte à l'impératrice Marie-Louise d'Autriche pour le mariage de l'Empereur.

- De 1810 à 1813, les 3e et 4e escadrons sont en Espagne sous les ordres du lieutenant-colonel de Verigny.

- En mai 1811 ils seront à la bataille de Fuentes de Onoro à la brigade du général Fournier Sarloveze et enfonceront un carré anglais. À Guarda, Parquin et Soufflot enléveront chacun un drapeau aux Portugais. Le 2e escadron rejoint l'Espagne avec le commandant Curely.

- En 1812, le régiment est à la Grande Armée avec le colonel de La Grange au 2e Corps du Maréchal Oudinot. On se souviendra du passage du gué de Studienka. C'est un régiment de cavalerie qui la retraite accomplie peut présenter encore 100 cavaliers montés et armés.

En 1813 lors de la campagne d'Allemagne commandé par Curely le régiment est au 2e Corps de Cavalerie du général Sebastiani. Il combat à La Katzbach, à Dresde (ou le colonel Sourd prend son commandement), à Wachau, du 16 au 19 octobre à Leipzig puis Hanau.
Les débris du régiment combattent encore pendant la campagne de France en 1814 aux batailles de Montmirail, de Vauchamps (14 février 1814) et de Montereau

### 1815 à 1826
- Expédition d'Espagne
  - 28 juillet 1823 : Combat de Campillo de Arenas

### 1873 à 1914
Re-créé en 1873, il est en garnison à Rambouillet puis à Vendôme au quartier Rochambeau, il n'est pas engagé dans des opérations de guerre avant 1914 et reste en métropole durant toute cette période.

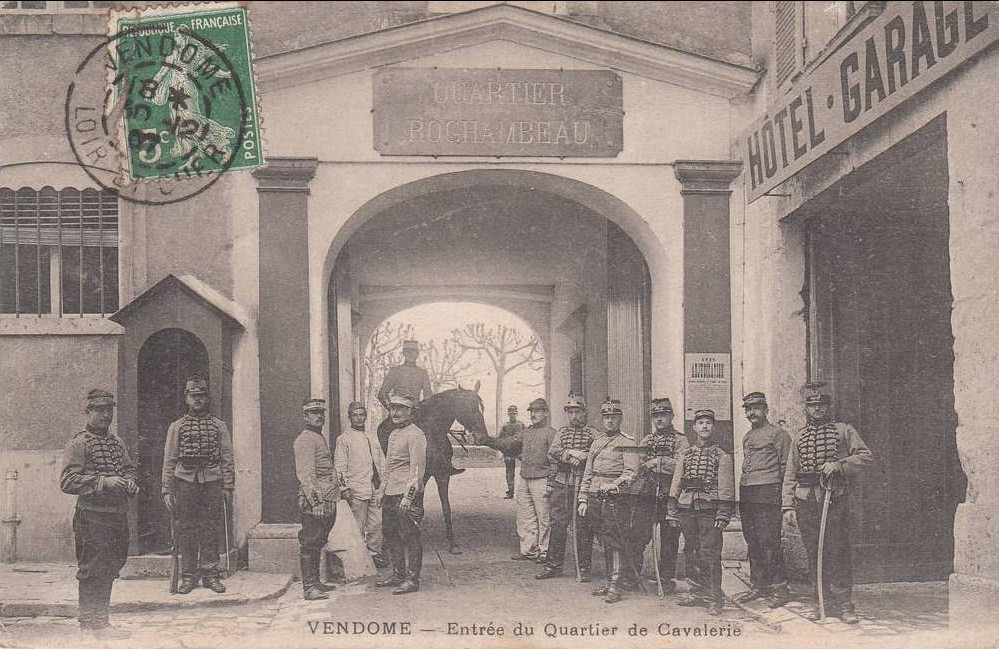
Quartier Rochambeau, 1907 à Vendôme.

### Première Guerre mondiale
- Journal de marche du régiment durant la Première Guerre mondiale
- Fiche 14-18

#### Affectations
En garnison à Vendôme, 7e brigade de cavalerie légère, à la 7e division de cavalerie d'août 1914 à novembre 1914 et de mars 1915 à février 1916.

#### 1914
- Fresnes-en-Woëvre, Audun-le-Roman, Spincourt, Etain, Apremont, Léouville, Artois, Flandres, Neuve-Chapelle, Richebourg-l'Avoué, Bataille de l'Yser, Staden, Forêt d'Houthulst, Hooglede, Poelkapelle[5]
- 25 septembre 1914 : Reconnaissance dans le secteur de Loupmont (secteur de Saint-Mihiel).
- Octobre 1914 : défense de Lille (le régiment est détruit à 80 % en novembre 1914).

#### 1915
- Reconstitution du régiment à partir de janvier 1915
- Artois
- Champagne

#### 1916
- Verdun
- Somme

#### 1917
- Bataille de l'Aisne (avril-mai)
- Verdun.

#### 1918
- Secteur de Lorraine

## Étendard
Il porte, cousues en lettres d'or dans ses plis, de son étendard les inscriptions suivantes :
- Hohenlinden 1800
- Iéna 1806
- Wagram 1809
- Fuentes de Onoro 1811
- Champagne 1915
- Verdun 1916-1917

## Décorations
sa cravate est décorée de la Croix de guerre 1914-1918, avec une étoile de vermeil.

## Personnalités ayant servi au20e
- Lieutenant-colonel Louis Le Beschu de Champsavin - mort pour la France en 1916.

- Bertrand Pierre Castex (1771 – 1842), vicomte, baron de l’Empire, général-major des grenadiers à cheval de la Garde impériale, Général de division, Député, Grand-Officier de la Légion d'honneur. Major du 20e régiment de chasseurs à cheval, le 29 octobre 1803, il fut nommé colonel sur le champ de bataille d'Iéna, en octobre 1806, après une charge brillante exécutée à la tête du 7e chasseurs et sous les yeux de l'Empereur. Il commanda le 20e chasseurs de 1806 à 1809. À la bataille de Wagram il enleva un carré d'infanterie, et pour ce fait d'armes fut nommé général de brigade en 1809, puis baron avec une dotation[7].

- Claude Sylvestre Colaud nommé capitaine en 1792, Kellermann, qui appréciait déjà ses brillantes dispositions pour la carrière des armes, le prit auprès de lui comme aide-de-camp. Son premier exploit dans cette campagne lui valut le grade de colonel du 20e Régiment de Chasseurs à Cheval[7].

- En 1878, le futur Maréchal Lyautey fait son stage au 20e Chasseurs à Rambouillet. Promu lieutenant en décembre 1877, Lyautey est affecté au 20e régiment de chasseurs à cheval puis muté sur sa demande à Châteaudun.

- Maurin Antoine, Lieutenant général, Baron de l’Empire (1771-1830), né le 19 décembre 1791, à Montpellier (Hérault), entré au service comme chasseur dans le 20e régiment de chasseurs à cheval le 23 juillet 1792.

- Denis-Charles Parquin (1786-1845), bonapartiste, il est engagé volontaire à seize ans au 20e régiment de chasseurs à cheval. Il prit part aux batailles de Iéna et Eylau avant d'être fait prisonnier à Königsberg le 15 février 1807. Libéré par la paix de Tilsit, il rejoint son régiment en Prusse, puis en opération en Allemagne et en Autriche. Sous-lieutenant en 1809, il combat à Amstetten, Wagram et Znaïm. En 1810, il part pour l'Espagne, où il reste deux ans. Lieutenant en 1813, il est ensuite capitaine de la Garde impériale, commandant puis lieutenant-colonel, ex-officier de la Légion d'honneur, il meurt incarcéré en la citadelle de Doullens (Somme)[8].

### Sources et Bibliographie
- Anonyme, Historique du 20e Régiment de Chasseurs : Campagne de 1914 à 1918, Luxeuil, Imp. A-F. Faivre D'ArcierListe des morts au champ d'honneur, avec indication des lieux.